# Ouled Bessem
Ouled Bessem (em árabe: أولاد بسام) é uma comuna localizada na província de Tissemsilt, Argélia. Sua população estimada em 2008 era de 10 839 habitantes.